# MYこれ!クション うしろゆびさされ組BEST
『MYこれ!クション うしろゆびさされ組BEST』（マイコレクション うしろゆびさされぐみベスト）は、うしろゆびさされ組のベスト・アルバム。
2001年12月5日発売。発売元はポニーキャニオン。

## 解説
ポニーキャニオンから単独でシリーズ化されている "MYこれ!クション" の1作。全シングルA・B面曲収録のほか、人気の高いアルバム曲を追加収録した廉価版ベスト。
フジテレビ系テレビアニメ『ハイスクール!奇面組』に使用された曲のほか、俳優でロック歌手・陣内孝則からの提供曲や、のちにGLAYやJUDY AND MARYのプロデュースを手がけた佐久間正英が編曲を担当した楽曲が収録。
いずれもデジタル・リマスタリングが実施され、音質が向上した。
2007年、"MYこれ!" をさらに発展させた『うしろゆびさされ組+うしろ髪ひかれ隊 SINGLESコンプリート』が発売。こちらはうしろ髪ひかれ隊とドッキングしたツイン・ベスト。両グループのシングルA・B面曲を網羅している。
同時発売で、母体のおニャン子クラブ、関連歌手・うしろ髪ひかれ隊と工藤静香のベストも発売。

## 収録曲
1. うしろゆびさされ組（4:23）
  - 作詞：秋元康
  - 作曲・編曲：後藤次利
  - フジテレビ系『ハイスクール!奇面組』オープニング・テーマ
2. 女学生の決意（2:09）
  - 作詞：秋元康
  - 作曲：西崎憲
  - 編曲：山川恵津子
  - フジテレビ系『ハイスクール!奇面組』エンディング・テーマ
3. バナナの涙（3:51）
  - 作詞：秋元康
  - 作曲・編曲：後藤次利
  - フジテレビ系『ハイスクール!奇面組』エンディング・テーマ
4. あぶないサ・カ・ナ（3:24）
  - 作詞：沢ちひろ
  - 作曲・編曲：芹澤廣明
  - フジテレビ系『ハイスクール!奇面組』挿入歌
5. 象さんのすきゃんてぃ（3:59）
  - 作詞：秋元康
  - 作曲・編曲：後藤次利
  - フジテレビ系『ハイスクール!奇面組』オープニング・テーマ
6. 猫舌ごころも恋のうち（3:14）
  - 作詞：秋元康
  - 作曲・編曲：後藤次利
  - フジテレビ系『ハイスクール!奇面組』エンディング・テーマ
  - 東宝映画『子猫物語』キャンペーンソング
7. 渚の『・・・・・』（4:17）
  - 作詞：秋元康
  - 作曲・編曲：後藤次利
  - フジテレビ系『ハイスクール!奇面組』オープニング・テーマ
8. のっとおんりぃ★ばっとおるそう（4:16）
  - 作詞：秋元康
  - 作曲・編曲：後藤次利
  - フジテレビ系『ハイスクール!奇面組』エンディング・テーマ
9. 技ありっ!（4:26）
  - 作詞：秋元康
  - 作曲・編曲：後藤次利
  - フジテレビ系『ハイスクール!奇面組』オープニング・テーマ
10. わたしは知恵の輪（Puzzling）（4:07）
  - 作詞：秋元康
  - 作曲・編曲：後藤次利
  - フジテレビ系『ハイスクール!奇面組』挿入歌
11. かしこ（4:11）
  - 作詞：秋元康
  - 作曲・編曲：後藤次利
  - フジテレビ系『ハイスクール!奇面組』オープニング・テーマ
12. ピタゴラスをぶっとばせ（3:48）
  - 作詞: 沢ちひろ 、作曲・編曲: 後藤次利
  - フジテレビ系『ハイスクール!奇面組』エンディング・テーマ
13. 上手な恋の飲みかた（3:25）
  - 作詞：沢ちひろ
  - 作曲：陣内孝則
  - 編曲：Light House Project
  - ファースト・アルバム『ふ・わ・ふ・ら』（1986.6.5）より
14. コスモス通りの異星人（3:43）
  - 作詞：沢ちひろ
  - 作曲：根岸孝旨
  - 編曲：佐久間正英
  - セカンド・アルバム『AN bALANCING TOY』（1986.12.15）より
15. 涙ほろりんブギ（3:50）
  - 作詞：吉元由美
  - 作曲：根岸孝旨
  - 編曲：佐久間正英
  - セカンドアルバム『AN bALANCING TOY』より
16. ∞（5:00）
  - 作詞：沢ちひろ
  - 作曲・編曲：後藤次利
  - ベストアルバム『∞ （アンリミテッド）』（1987.3.11）より

## メンバー
- 岩井由紀子
- 高井麻巳子

## 関連作品
- MYこれ!クション 高井麻巳子BEST
- MYこれ!クション ゆうゆBEST
- MYこれ!クション おニャン子クラブBEST
- MYこれ!クション うしろ髪ひかれ隊BEST
- MYこれ!クション 工藤静香BEST
- MYこれ!クション 福永恵規BEST
- MYこれ!クション 内海和子BEST
- Myこれ!クション 新田恵利BEST2